# Jean-Christophe Balouet
Jean-Christophe Balouet (12 de novembro de 1956 - 31 de março de 2021) foi um paleontólogo francês.
Colaborado amplamente com Storrs Olson, do Smithsonian Institution, em pesquisas paleornitológicas sobre as aves extintas da Nova Caledônia na região Sudoeste do Pacífico.

## Publicações
- 1989 – Fossil Birds from Late Quaternary Deposits in New Caledonia (With Storrs Olson). Smithsonian Contributions to Zoology 469. Smithsonian Institution Press, Washington D.C.
- 1990 – Extinct species of the world: lessons for our future (com Eric Alibert). Letts: Londres. ISBN 978-1-85238-100-4